# EuroHockey Nations Challenge (Feld, Herren) 2007
Die EuroHockey Nations Challenge (Feld, Herren) 2007 war die zweite Auflage der "C-EM". Sie fand vom 9. bis 15. September in Kasan, Russland (Division I) bzw. Predanovci, Slowenien statt. Russland und Belarus stiegen in die "B-EM" auf. Griechenland und Gibraltar stiegen, im Austausch mit Slowenien und der Türkei, in die Division II ab.

## Division I
| Rang | Land          | Tore  | Punkte |
| ---- | ------------- | ----- | ------ |
| 1    | Russland      | 32:5  | 15     |
| 2    | Belarus       | 22:14 | 10     |
| 3    | Kroatien      | 16:12 | 10     |
| 4    | Aserbaidschan | 9:19  | 6      |
| 5    | Dänemark      | 9:16  | 0      |
| 6    | Schweden      | 1:23  | 0      |

| Schweden      | – | Kroatien      | 0:2  |
| Dänemark      | – | Belarus       | 3:4  |
| Aserbaidschan | – | Russland      | 0:6  |
| Schweden      | – | Aserbaidschan | 1:3  |
| Dänemark      | – | Russland      | 2:5  |
| Kroatien      | – | Belarus       | 3:3  |
| Schweden      | – | Belarus       | 0:10 |
| Dänemark      | – | Aserbaidschan | 2:4  |
| Kroatien      | – | Russland      | 2:5  |
| Schweden      | – | Russland      | 0:8  |
| Dänemark      | – | Kroatien      | 2:3  |
| Aserbaidschan | – | Belarus       | 0:4  |
| Schweden      | – | Dänemark      | *    |
| Aserbaidschan | – | Kroatien      | 2:6  |
| Belarus       | – | Russland      | 1:8  |

## Division II

### Vorrunde

#### Gruppe A
| Rang | Land      | Tore | Punkte |
| ---- | --------- | ---- | ------ |
| 1    | Türkei    | 6:3  | 4      |
| 2    | Serbien   | 6:4  | 4      |
| 3    | Bulgarien | 1:6  | 0      |

| Bulgarien | – | Serbien | 1:3 |
| Bulgarien | – | Türkei  | 0:3 |
| Serbien   | – | Türkei  | 3:3 |

#### Gruppe B
| Rang | Land      | Tore | Punkte |
| ---- | --------- | ---- | ------ |
| 1    | Slowenien | 15:3 | 15     |
| 2    | Litauen   | 7:4  | 10     |
| 3    | Slowakei  | 3:6  | 10     |
| 4    | Finnland  | 1:13 | 6      |

| Slowenien | – | Slowakei  | 4:1 |
| Finnland  | – | Litauen   | 1:3 |
| Finnland  | – | Slowakei  | 0:1 |
| Litauen   | – | Slowenien | 2:2 |
| Finnland  | – | Slowenien | 0:9 |
| Slowakei  | – | Litauen   | 1:2 |

### Platzierungsspiele

#### Spiel um Platz 6
Bulgarien 4:0  Finnland

#### Spiel um Platz 5
Bulgarien 2:3  Slowakei

#### Halbfinale
Serbien 0:6  Slowenien 

 Litauen 2:2, 2:3 n. V.  Türkei

#### Spiel um Platz 3
Serbien 6:1  Litauen

#### Finale
Türkei 5:0  Slowenien